# Estefania de Provença
Estefania de Provença   (Arle, 1110 (Gregorià) - c. 1163 (Gregorià)) va ser una aristòcrata occitana, filla de Gerbert de Gavaldà i Gerberga de Provença. El 1116 va casar-se amb Ramon I dels Baus, senyor de Bèrra, aportant com a dot al matrimoni les terres que posteriorment serien anomenades bausenques.
El 1129, qua va morir la seva germana Dolça de Provença, el matrimoni va pretendre el Comtat de Provença i van conspirar contra qui fou el seu marit el comte Ramon Berenguer III. El conflicte va resoldre's amb les Guerres baussenques, i la victòria del Casal de Barcelona.